# Hamilton Beach
Hamilton Beach Brands Holding Company, mais conhecida como Hamilton Beach, é uma empresa norte-americana de eletrodomésticos e equipamentos para restaurantes comercializados principalmente nos Estados Unidos, Canadá e México, incluindo liquidificadores, batedeiras, torradeiras, panelas elétricas, ferros de passar e purificadores de ar.
Até a década de 80, os produtos da empresa eram vendidos sob a marca "Hamilton Beach Scovill", como reflexo de uma fusão ocorrida em 1923. Em 1990, a empresa se fundiu com a Proctor Silex, que também produz eletrodomésticos. Seus principais concorrentes são Cuisinart, Black & Decker, Salton, De'Longhi e Sunbeam.

## História
Fundada em abril de 1910 pelo inventor Frederick J. Osius em Racine, no estado de Wisconsin, a Hamilton Beach Manufacturing Company leva os nomes de dois homens que Osius contratou, Louis Hamilton e Chester Beach. Ele contratou Hamilton para ser gerente de publicidade da nova empresa e Beach para trabalhar como mecânico. Osius não se importou com seu próprio nome, então ele pagou a Hamilton e Beach $ 1000 a cada um para ter o direito de usar seus nomes. A empresa vendia principalmente produtos inventados e patenteados por Osius, mas Chester Beach inventou um motor fracionário de alta velocidade em 1905, usado pela empresa em muitos de seus produtos. Osius projetou o implemento agitador para a primeira máquina de milkshake da empresa, o Cyclone Drink Mixer, lançado em 1910. Hamilton e Beach deixaram a empresa em 1913 para fundarem a própria empresa, Wisconsin Electric Company. Osius vendeu a Hamilton Beach para a Scovill Manufacturing em 1922 e alterou seu nome para Millionaires 'Row em Miami Beach. A batedeira da Hamilton Beach, com seu fuso característico e recipiente de metal, foi encontrada em refrigerantes de drogarias pela América do Norte. Outros produtos fabricados pela empresa são misturadores de mesa (para fazer massa), ventiladores e secadores de cabelo. O misturador de bebida tipo spindle foi expandido na década de 30 para o processamento de vários milk-shakes de uma vez. A empresa original continua sendo a divisão Hamilton Beach da Hamilton Beach Brands, Inc. Desde a década de 2000, todos os eletrodomésticos da Hamilton Beach são fabricados por subcontratados na China.

## Produtos
- Liquidificadores
- Máquinas de fazer pão
- Cafeteiras
- Moedores de café
- Bules
- Abridores de latas
- Fornos de convecção
- Fritadeiras
- Chaleiras elétricas
- Facas elétricas
- Multiprocessadores de alimentos
- Máquinas de sorvete
- Extratores de suco
- Batedeiras
- Fornos de micro-ondas
- Fornos
- Sanduicheiras
- Pipoqueiras
- Panelas de arroz
- Panelas elétricas
- Torradeiras
- Máquinas de waffle